# Утакмице фудбалске репрезентације Мађарске 1956.
| Домаћин · 1954 | Гост · 1954 |

Фудбалска репрезентација Мађарске је током 1956. године одиграла 11 утакмица. Због три пораза на почетку године, Густав Шебеш је морао да оде после низа од 71 меча (50 победа, 13 ремија и 8 пораза) од 1949. године, а заменио га је Мартон Букови. Од три изгубљена меча, пораз од 4 : 2 на Непстадиону од Чехословачке спречио је мађарски тим да освоји још један европски куп.
Југословенска репрезентација је у овом периоду одиграла две утакмице против репрезентације Мађарске, обе утакмице су биле у оквиру Европског купа. Прва утакмица је одиграна на Непстадиону пред 100.00 гледалаца и завршила се нерешено 2 : 2. Голове за Југославију су постигли Бернард Вукас и Тодор Веселиновић а за Мађарску репрезентацију Мате Фењвеши и Јожеф Божик. Друга, узвратна, утакмица је била на стадиону ЈНА пред 65.000 гледалаца, где је Мађарска победила са 3 : 1, головима Цибора, Кочиша и Пушкаша. Гол за репрезентацију Југославије је постигао Александар Петаковић. Ово је био задњи сусрет Југославије са мађарском Златном генерацијом
Дана 14. октобра 1956. мађарски златни тим одиграо је последњу утакмицу на стадиону Пратер.
Савезни селектори националног тима у овом периоду су били:
- Густав Шебеш (330–335.)
- Мартон Букови (336–340.)[note 1]

## Утакмице
| Турска                         | 3 : 1 (2 : 0) | Мађарска   |
| ------------------------------ | ------------- | ---------- |
| Лефтер 7’ 41’ (11) · Метин 46’ | Извештај      | Пушкаш 81’ |

| Либан      | 1 : 4 (0 : 2) | Мађарска                              |
| ---------- | ------------- | ------------------------------------- |
| Монрад 61’ | Извештај      | Махош 32’ · Пушкаш 42’ · Тихи 64’ 84’ |

| Мађарска                | 2 : 2 (1 : 1) | Југославија                |
| ----------------------- | ------------- | -------------------------- |
| Фењвеши 42’ · Божик 55’ | Извештај      | Вукас 6’ · Веселиновић 75’ |

| Мађарска                   | 2 : 4 (1 : 2) | Чехословачка                                 |
| -------------------------- | ------------- | -------------------------------------------- |
| Махош 28’ · Божик 56’ (11) | Извештај      | Јиржи Ф. 8’ · Моравчик 27’ 55’ · Паздера 70’ |

| Белгија                                                            | 5 : 4 (1 : 3) | Мађарска                                  |
| ------------------------------------------------------------------ | ------------- | ----------------------------------------- |
| Ван Керховен 11’ (пен) · Вандевејер 59’ · Орланс 64’ 83’ · Хуф 76’ | Извештај      | Пушкаш 13’ · Кочиш 28’ 31’ · Будаи II 88’ |

| Португалија               | 2 : 2 (1 : 0) | Мађарска               |
| ------------------------- | ------------- | ---------------------- |
| Аквас 45’ · М. Васкез 65’ | Извештај      | Кочиш 51’ · Лантош 59’ |

| Мађарска                             | 4 : 1 (1 : 1) | Пољска     |
| ------------------------------------ | ------------- | ---------- |
| Кочиш 40’ 64’ · Суса 79’ · Махош 87’ | Извештај      | Кемпни 10’ |

| Југославија  | 1 : 3 (1 : 2) | Мађарска                          |
| ------------ | ------------- | --------------------------------- |
| Петаковић 7’ | Извештај      | Цибор 5’ · Кочиш 26’ · Пушкаш 66’ |

| Совјетски Савез | 0 : 1 (0 : 1) | Мађарска  |
| --------------- | ------------- | --------- |
|                 | Извештај      | Цибор 16’ |

| Француска    | 1 : 2 (0 : 0) | Мађарска              |
| ------------ | ------------- | --------------------- |
| Цисовски 52’ | Извештај      | Махош 49’ · Кочиш 86’ |

| Аустрија | 0 : 2 (0 : 1) | Мађарска                |
| -------- | ------------- | ----------------------- |
|          | Извештај      | Пушкаш 27’ · Шандор 65’ |

## Голгетери у 1956.
| - Ференц Пушкаш - Ференц Махош - Лајош Тихи - Мате Фењвеши - Јожеф Божик - Шандор Кочиш - Ласло Будаи - Михаљ Лантош - Ференц Суса - Золтан Цибор - Карољ Шандор |